# جوسيف بيرغ
جوسيف بيرغ (بالتشيكية: Josef Berg)‏ هو ملحن وكاتب تشيكي، ولد في 8 مارس 1927 في برنو في التشيك، وتوفي بنفس المكان في 26 فبراير 1971.

## وصلات خارجية
- جوسيف بيرغ على موقع ميوزك برينز (الإنجليزية)
- جوسيف بيرغ على موقع ديسكوغز (الإنجليزية)